# Armenita
L'armenita és un mineral de la classe dels silicats, que pertany al grup de l'osumilita. Rep el seu nom de la mina Armen, a Kongsberg, Noruega. L'espècimen tipus va ser recol·lectat l'any 1877 per O. A. Corneliussen, qui la va etiquetar com a "Epidota?". L'exemplar va romandre a la col·lecció de la Universitat d'Oslo fins a l'any 1939, quan va ser redescoberta per Henrich Neumann, qui també la va identificar com una espècie nova.

## Característiques
L'armenita és un silicat de bari i calci, de fórmula química BaCa₂(Al₆Si₉)O₃₀(H₂O)₂. Cristal·litza en el sistema ortoròmbic. Forma feixos de cristalls prismàtics, amb cristalls de fins a 2,5 centímetres. Pot ser també lamel·lar. La seva duresa a l'escala de Mohs és 7,5.
Segons la classificació de Nickel-Strunz, l'armenita pertany a «09.CM - Ciclosilicats, amb dobles enllaços de 6 [Si₆O18]12- (sechser-Doppelringe)» juntament amb els següents minerals: brannockita, chayesita, darapiosita, eifelita, merrihueïta, milarita, osumilita-(Mg), osumilita, poudretteïta, roedderita, sogdianita, sugilita, yagiïta, berezanskita, dusmatovita, shibkovita, almarudita, trattnerita, oftedalita i faizievita.

## Formació i jaciments
Es troba en filons de calcita, i en diorites manganeso-metasomitzades en granodiorites. Sol trobar-se associada a altres minerals com: axinita, pirrotina, prehnita, epidota, moscovita, celsiana o bytownita. Va ser descoberta l'any 1939 en uns exemplars de la mina Armen, a Noruega. També ha estat descrita a Austràlia, el Canadà, Corea del Sud, els Estats Units, Itàlia, Noruega, Portugal, el Regne Unit, la República Txeca, Rússia i Suïssa. A Catalunya se n'ha trobat als indrets de la Coma Fosca, la Roca de Ponent i Sant Miquel, a Vimbodí i Poblet (Conca de Barberà, Tarragona).